# Băița (okręg Marusza)
Băița – wieś w Rumunii, w okręgu Marusza, w gminie Lunca. W 2011 roku liczyła 804 mieszkańców.